# Saut à la perche masculin aux Jeux olympiques d'été de 1928
Pour un article plus général, voir Athlétisme aux Jeux olympiques d'été de 1928.
Navigation
Paris 1924 Los Angeles 1932
L'épreuve du saut à la perche masculin aux Jeux olympiques de 1928 s'est déroulée le 1er août 1928 au Stade olympique d'Amsterdam, aux Pays-Bas. Elle est remportée par l'Américain Sabin Carr.

## Résultats
| Rang               | Athlète               | Pays            | Qual. | Finale       | Notes |
| ------------------ | --------------------- | --------------- | ----- | ------------ | ----- |
| Médaille d'or      | Sabin Carr            | États-Unis      | 3.66  | 4.20         | OR    |
| Médaille d'argent  | William Droegemueller | États-Unis      | 3.66  | 4.10         |       |
| Médaille de bronze | Charles McGinnis      | États-Unis      | 3.66  | 3.95         |       |
| 4                  | Victor Pickard        | Canada          | 3.66  | 3.95         |       |
| 5                  | Lee Barnes            | États-Unis      | 3.66  | 3.95         |       |
| 6                  | Yonetaro Nakazawa     | Japon           | 3.66  | 3.90         |       |
| 7                  | Henry Lindblad        | Suède           | 3.66  | 3.90         |       |
| 8                  | János Karlovits       | Hongrie         | 3.66  | 3.80         |       |
| 9                  | Julius Müller         | Allemagne       | 3.66  | 3.65         |       |
| 10                 | Aksel Nikolajsen      | Danemark        | 3.50  | Non qualifié |       |
| 10                 | Laurence Bond         | Grande-Bretagne | 3.50  | Non qualifié |       |
| 10                 | José Culí             | Espagne         | 3.50  | Non qualifié |       |
| 10                 | Maurice Henrijean     | Belgique        | 3.50  | Non qualifié |       |
| 14                 | Age van der Zee       | Pays-Bas        | 3.30  | Non qualifié |       |
| 14                 | Gérard Noël           | Belgique        | 3.30  | Non qualifié |       |
| 14                 | Stelios Benardis      | Grèce           | 3.30  | Non qualifié |       |
| –                  | René Joannes-Powell   | Belgique        | -     | Non qualifié |       |
| –                  | Argyris Karagiannis   | Grèce           | -     | Non qualifié |       |
| –                  | Pierre Ramadier       | France          | -     | Non qualifié |       |
| –                  | Robert Vintousky      | France          | -     | Non qualifié |       |